# Wanda Nuti
Wanda Nuti (Colle di Val d'Elsa, 21 settembre 1925 – Prato, 7 agosto 2017) è stata una ginnasta italiana.

## Biografia
Nata a Colle di Val d'Elsa, in provincia di Siena, nel 1925, a 22 anni partecipò ai Giochi olimpici di Londra 1948 nel concorso a squadre, chiudendo all'ottavo posto con 394,20 punti totali (45,75 punti individuali).
Tesserata per l'Etruria Prato, due anni dopo le Olimpiadi, nel 1950, ai Mondiali di Basilea, in Svizzera, fu medaglia di bronzo nel concorso a squadre, con 594,250 punti, dietro a Svezia e Francia, ma soprattutto argento individuale alla trave, dove chiuse con 23,333 punti, dietro solo alla polacca Helena Rakoczy e davanti alla connazionale Licia Macchini; nella stessa competizione si piazzò inoltre 10ª nel concorso individuale con 89,333 punti.
Campionessa nazionale a squadre con l'Etruria Prato nel 1943, fu poi terza ai campionati italiani assoluti nel 1946, dietro ad Anna Maria Gelbini ed Elena Santoni e seconda nel 1947, dietro a Laura Micheli; nello stesso anno fu invece campionessa di specialità alle parallele pari e asimmetriche.
Morì nel 2017, a 91 anni.

## Palmarès

### Campionati mondiali
- 2 medaglie:
  - 1 argento (Trave a Basilea 1950)
  - 1 bronzo (Concorso a squadre a Basilea 1950)